# Speocera javana
Speocera javana är en spindelart som först beskrevs av Simon 1905.  Speocera javana ingår i släktet Speocera och familjen Ochyroceratidae. Inga underarter finns listade i Catalogue of Life.